# Miles Fisher
Miles Fisher (23 de junio de 1983) es un actor, músico y cómico estadounidense. Es conocido por su imitación y asombroso parecido al actor Tom Cruise, al cual parodia en la película Superhero Movie. También se le reconoce como un fugaz actor televisivo, habiendo aparecido en Mad Men, Gossip Girl y Psych. Sus papeles de mayor reelevancia los ha obtenido como coprotagonista de Destino Final 5, y como actor secundario en la cinta J.Edgar, biopic del primer director del FBI, J. Edgar Hoover, dirigido por Clint Eastwood.

## Historia
Miles Fisher nace en Dallas, Texas, siendo el hijo de Richard W. Fisher, actual Presidente de la Reserva Federal de Dallas,  pero su familia decide trasladarse a Washington D.C, donde transcurre su adolescencia, estudiando en la Escuela St. Albans de Washington. Posteriormente, se gradúa en la Universidad de Harvard, donde se atiende a su talento para el canto.
Tras realizar algunos papeles para True Women, consigue uno de sus papeles más elogiados en la cinta Superhero Movie, parodiando a Tom Cruise. Su papel como coprotagonista en Destino final 5 le valió el apoyo de la crítica, y en 2010 se une al reparto de J. Edgar, interpretando a un agente del FBI que entrevista al protagonista, Leonardo DiCaprio, en diversas ocasiones.
Además, ha intervenido en escasas ocasiones, en las series Mad Men (tercera temporada), y Gossip Girl (segunda temporada).

## Carrera musical
Fisher ha seguido la música profesionalmente desde los 10 años de edad. Mientras que en la universidad, Fisher realizó con el Krokodiloes Harvard a grandes audiencias en más de 30 países en seis continentes.
Su carrera musical destaca por el empleo del humor en sus videos musicales. Habiendo publicado 3 álbumes, en el primero de ellos, parodiaba a Christian Bale en la cinta American Psycho. Este álbum se tituló "This Must Be the Place". "New Romance", su segundo álbum, surgió tras una parodia musical de Salvados por la Campana, realizada tras el estreno de Destino final 5. En 2011, estrena su tercer álbum "Don't Let Go" con la actriz Phoebe Tonkin. Todos se encuentran en su recopilatorio, Miles Fisher.

## Álbumes
"This Must Be the Place" (2009)
"New Romance" (2011)
"Don't Let Go" (2012) (Phoebe Tonkin)

## Videos musicales
2009 	This Must Be the Place Dave Green	Miles Fisher
2011 	New Romance           Dave Green
2012 	Don't Let Go  	 Michael Ashton

### Filmografía
| Año  | Película          |
| ---- | ----------------- |
| 2000 | Lone Star Truck   |
| 2003 | Gods and Generals |
| 2008 | Superhero Movie   |
| 2009 | Head in sand      |
| 2011 | Destino Final 5   |
| 2011 | J. Edgar          |
| 2014 | Believe Me        |